# Wendell Pierce
Wendell Pierce, född 8 december 1963 i New Orleans, Louisiana, USA, är en amerikansk skådespelare.
Han har bland annat medverkat i tv-serierna The Wire, Treme, Suits, samt i filmen Ray från 2004. I The Wire spelar han Bunk Moreland, i Treme spelar han rollen som den trombonspelande Antoine Batiste.

## Filmografi (urval)
- 1995 – Hålla andan
- 1996 – Sleepers
- 1997 – Advokatens djävul (TV-film)
- 1999 – Den perfekta kvinnan
- 2002–2008 – The Wire (TV-serie) (60 avsnitt)
- 2004 – Land of Plenty
- 2004 – Ray
- 2006 – Stay Alive
- 2007 – I Think I Love My Wife
- 2007 – Life Support (TV-film)
- 2010 – Night Catches Us
- 2010–2013 – Treme (TV-serie) (38 avsnitt)
- 2011 – The Mortician
- 2011 – Horrible Bosses
- 2013 – Parker
- 2013 – Möbius
- 2025 – Highest 2 Lowest